# Greater London Council
El Consejo del Gran Londres (GLC) fue el principal órgano administrativo del gobierno local del Gran Londres de 1965 a 1986. Reemplazó al anterior Consejo del Condado de Londres (LCC), que había cubierto un área mucho más pequeña. El GLC fue disuelto en 1986 por la Ley de Gobierno Local de 1985 y sus facultades se transfirieron a los boroughs de Londres y otras entidades. En 2000 se estableció un nuevo órgano administrativo, conocido como la Autoridad del Gran Londres (GLA).

## Creación
El CGL fue establecido por el Acta del Gobierno de Londres de 1963, que buscaba crear un nuevo organismo más amplio que cubriera todo Londres en lugar de sólo la parte interior de la conurbación, además de incluir y potenciar los recién creados distritos londinenses dentro de la estructura administrativa general.
En 1957 se había creado la Comisión Real sobre el Gobierno Local en el Gran Londres, bajo la dirección de Sir Edwin Herbert, que en 1960 presentó su informe en el que recomendaba la creación de 52 nuevos distritos londinenses como base para el gobierno local. Además, recomendó que la LCC fuera sustituida por una autoridad estratégica más débil, con responsabilidad sobre el transporte público, los planes de carreteras, el desarrollo de la vivienda y la regeneración. El Greater London Group, un centro de investigación de académicos de la London School of Economics, también realizó un importante esfuerzo en relación con el informe de la comisión y la eventual creación del GLC.
Se aceptaron la mayoría de las recomendaciones de la Comisión, pero el número de nuevos distritos se redujo a 32. El Gran Londres abarcaba todo el condado de Londres y la mayor parte de Middlesex, además de partes de Essex, Kent y Surrey, una pequeña parte de Hertfordshire y los condados de Croydon (Surrey) y East y West Ham (ambos en Essex), todos los cuales habían sido independientes del control del consejo del condado desde 1889.
Temiendo un aumento de los impuestos locales, algunas zonas situadas dentro de los límites de la nueva zona recomendada por la Comisión Herbert pidieron y consiguieron su exclusión del nuevo Consejo del Gran Londres, en particular los distritos urbanos de Chigwell en Essex; y Sunbury-on-Thames, Staines y Potters Bar en Middlesex. Otras áreas recomendadas para su inclusión que nunca formaron parte del Gran Londres fueron Epsom y Ewell, Caterham y Warlingham, Esher y Weybridge.
Los consejeros del CGL elegidos para las zonas del antiguo condado de Londres se convirtieron en miembros ex oficio de la nueva Autoridad de Educación del Interior de Londres, que asumió la responsabilidad del CGL en materia de educación. En cambio, en el exterior de Londres, que era el resto del Gran Londres, los distintos distritos londinenses se convirtieron en una autoridad educativa local, similar a un consejo de condado o un distrito de condado en el resto de Inglaterra.

## Composición y control político

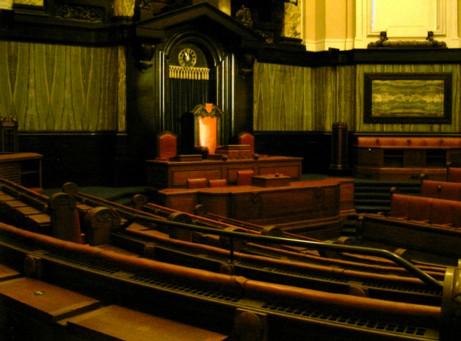
Cámara del Concilio del GLC, desde la bancada de la mayoría

Cada una de las seis elecciones de la CLG fue ganada por el principal partido de la oposición a nivel nacional, con el partido en el gobierno quedando siempre en segundo lugar en las elecciones de la CLG. Las primeras elecciones fueron el 9 de abril de 1964. Cada uno de los nuevos distritos eligió un número de representantes por escrutinio mayoritario plurinominal. A pesar de las esperanzas de los conservadores, el primer GLC tuvo 64 consejeros laboristas y 36 conservadores, y el líder del Grupo Laborista Bill Fiske se convirtió en el primer líder del Consejo.
En las siguientes elecciones, en 1967, la impopularidad del gobierno laborista nacional produjo una victoria masiva de los conservadores con 82 escaños, frente a los 18 del oficialismo. Desmond Plummer se convirtió en el primer líder conservador del gobierno de Londres en 33 años, y los conservadores mantuvieron el control en 1970 con una mayoría reducida.
En 1972 se reformó el sistema electoral para introducir circunscripciones uninominales para la elección después de la de 1973, ampliando el mandato a cuatro años. Los laboristas compitieron en las elecciones de 1973 con una plataforma fuertemente socialista y ganaron con 57 escaños contra 33 de los conservadores. Los liberales, por su parte, obtuvieron dos escaños.
Las esperanzas de la administración laborista de Reg Goodwin se vieron muy afectadas por la crisis del petróleo de 1974. La inflación masiva y las enormes deudas del GLC, que ascendían a 1600 millones de libras esterlinas, llevaron a fuertes aumentos de las tasas (200% en total antes de las siguientes elecciones en 1977) y a una serie de recortes presupuestarios. Unos meses antes de las elecciones de 1977 el grupo laborista comenzó a dividirse: una facción de izquierda, incluyendo a Ken Livingstone, denunció el manifiesto electoral del partido.
Los conservadores recuperaron el control en mayo de 1977, ganando 64 escaños bajo su nuevo líder thatcherista Horace Cutler frente a los 28 del laborismo. Cutler encabezó una administración decididamente derechista, recortando inversiones, vendiendo viviendas sociales y privando al transporte de Londres de sus prioridades. En la oposición, el partido laborista siguió fraccionándose: Goodwin renunció repentinamente en 1980 y en las siguientes elecciones el denostado izquierdista Ken Livingstone solo fue apenas vencido mediante una intensa campaña táctica llevada a cabo por el moderado Andrew McIntosh. Sin embargo, la izquierda laborista era fuerte a nivel de circunscripción electoral, y al acercarse las elecciones de 1981 trabajó para asegurar las candidaturas de sus miembros y que el manifiesto reflejara sus convicciones democráticas, socialistas y antiajuste.
Las elecciones de mayo de 1981 fueron presentadas como un choque de ideologías por los conservadores —una lucha entre el thatcherismo y un grupo marxista laborista de «impuestos altos, gastos altos»—, afirmando que Andrew McIntosh sería vencido por Livingstone después de las elecciones. McIntosh y el líder del Partido Laborista Michael Foot insistieron en que esto era falso, y el Laborismo obtuvo una victoria muy ajustada, con una diferencia de solo seis escaños. En una reunión concertada entre los nuevos consejeros al día siguiente de las elecciones, la facción de la izquierda obtuvo una victoria completa sobre la menos organizada derecha laborista. McIntosh perdió con 20 votos contra 30 a favor de Ken Livingstone. Livingstone, apodado Ken el Rojo por algunos periódicos, consiguió el apoyo incondicional del líder adjunto del Partido Laborista Illtyd Harrington y del Chief Whip del partido y se puso en marcha su nueva administración. El líder adjunto de Livingstone en el GLC de 1985-6 fue John McDonnell, futuro Ministro de Hacienda en la sombra bajo Jeremy Corbyn. El Director de Tecnología de Livingstone fue Mike Cooley, quien estableció el Greater London Enterprise Board (GLEB).

### Elecciones al GLC y sus líderes
|      | Control | Control       | Conservadores | Laboristas | Liberales |
| 1981 |         | Laboristas    | 41            | 50         | 1         |
| 1977 |         | Conservadores | 64            | 28         | –         |
| 1973 |         | Laboristas    | 32            | 58         | 2         |
| 1970 |         | Conservadores | 65            | 35         | –         |
| 1967 |         | Conservadores | 82            | 18         | –         |
| 1964 |         | Laboristas    | 36            | 64         | –         |

| Líder                        | Imagen | Años      | Partido     |
| ---------------------------- | ------ | --------- | ----------- |
| Bill Fiske (1905–1975)       |        | 1964–1967 | Laborista   |
| Desmond Plummer (1914–2009)  |        | 1967–1973 | Conservador |
| Reginald Goodwin (1908–1986) |        | 1973–1977 | Laborista   |
| Horace Cutler (1912–1997)    |        | 1977–1981 | Conservador |
| Ken Livingstone (1945 - )    |        | 1981–1986 | Laborista   |

## Abolición
Las políticas socialistas de alto gasto de Livingstone pusieron a la GLC en conflicto directo con el gobierno conservador de Margaret Thatcher. Livingstone pronto se convirtió en una espina clavada en el costado del gobierno conservador en funciones. Antagonizó a Thatcher a través de una serie de acciones (incluyendo la colocación de una valla publicitaria con las crecientes cifras de desempleo de Londres en el lado del County Hall, justo enfrente del Parlamento) así como una política de Fares Fair de reducción de las tarifas de metro y autobús usando subsidios del gobierno y la reunión con el diputado del Sinn Féin Gerry Adams en un momento en el que a Adams se le prohibió entrar en Gran Bretaña debido a sus vínculos con el IRA Provisional.
En 1983, el Gobierno de Thatcher abogó por la abolición de la CGL, afirmando que era ineficaz e innecesaria, y que sus funciones podrían ser desempeñadas más eficientemente por los municipios. Los argumentos de este caso que se detallaron en el Libro Blanco Racionalización de las Ciudades. Los críticos de esta posición argumentaron que la abolición de la CGL (al igual que la de los Consejos de los condados metropolitanos) tenía motivos políticos, alegando que se había convertido en un poderoso vehículo de oposición al gobierno de Margaret Thatcher. Ken Livingstone y otros tres consejeros laboristas renunciaron en protesta, y recuperaron sus escaños fácilmente en las elecciones parciales de septiembre de 1984 porque los conservadores se negaron a presentarse.
La Ley de Gobierno Local de 1985 que abolió la CGL se enfrentó a una considerable oposición de muchos sectores, pero fue aprobada por poco margen en el Parlamento, anulando las elecciones de mayo de 1985 y extendiendo las funciones de sus miembros hasta la disolución del organismo, fijanda para el 31 de marzo de 1986. Los activos del GLC fueron asignados al Cuerpo Residencial de Londres para su disposición, incluyendo el County Hall, que fue vendido a una compañía de entretenimiento japonesa y ahora alberga el Acuario de Londres y el London Dungeon, entre otras cosas.
La Autoridad Educativa de Londres Interior (ILEA) siguió existiendo durante algunos años y se celebraron elecciones directas a ella, pero finalmente la ILEA también se disolvió en 1990, asumiendo los municipios del interior de Londres el control de la educación, como habían hecho los municipios del exterior al ser creados en 1965.

## Instituciones herederas
La mayoría de los poderes de la GLC fueron transferidos a los distritos de Londres. Algunos poderes, como el servicio de bomberos, fueron asumidos por juntas mixtas formadas por concejales nombrados por los distritos - ver las autoridades de residuos en el Gran Londres para un ejemplo. En total, alrededor de 100 organizaciones eran responsables de la prestación de servicios en el Gran Londres.
El gobierno laborista de Tony Blair fue elegido en 1997, y se comprometió a traer de vuelta el gobierno de Londres. En 1998 se celebró un referéndum sobre el establecimiento de una nueva autoridad en Londres y se eligió un alcalde, que fue aprobado por un margen de dos a uno.
La nueva Autoridad del Gran Londres (GLA) se estableció en 2000. La GLA tiene una estructura muy diferente a la de la GLC, que consiste en un alcalde de Londres elegido directamente y una Asamblea de Londres. Las elecciones para alcalde de Londres fueron ganadas por el mismo Ken Livingstone, quien comenzó su discurso de victoria con las palabras: "Como decía antes, fui tan rudamente interrumpido hace 14 años..."
Los archivos del Consejo del Gran Londres se encuentran en los Archivos Metropolitanos de Londres.